# Менден (Зауерланд)
Менден (њем. Menden) град је у њемачкој савезној држави Северна Рајна-Вестфалија. Једно је од 15 општинских средишта округа Меркиш. Према процјени из 2010. у граду је живјело 56.625 становника. Посједује регионалну шифру (AGS) 5962040, NUTS (DEA58) и LOCODE (DE MEN) код.

## Географски и демографски подаци
Менден се налази у савезној држави Северна Рајна-Вестфалија у округу Меркиш. Град се налази на надморској висини од 150 метара. Површина општине износи 86,1 km². У самом граду је, према процјени из 2010. године, живјело 56.625 становника. Просјечна густина становништва износи 658 становника/km².

## Међународна сарадња
| Мјесто        | Држава               | Врста сарадње | Од    |
| ------------- | -------------------- | ------------- | ----- |
|               | Француска            | партнерство   | 1984. |
|               | Француска            | партнерство   | 1964. |
|               | Француска            | партнерство   | 1971. |
| Ардр          | Француска            | партнерство   | 1974. |
| Ер сир ла Лис | Француска            | партнерство   | 1965. |
|               | Белгија              | партнерство   | 1978. |
| Халкида       | Грчка                | пријатељство  | 2000. |
| Плунге        | Литванија            | партнерство   | 1992. |
| Флинтшир      | Уједињено Краљевство | партнерство   | 1980. |
| Извор         |                      |               |       |